# Васил Кутинчев
Васил Иванов Кутинчев е български офицер, генерал от пехотата, заемал редица висши военни длъжности и участвал в Сръбско-българската (1885), Балканската (1912 – 1913), Междусъюзническата (1913) и Първата световна война (1914 – 1918).

## Биография

### Произход, образование и младежки години
Васил Кутинчев е роден на 25 февруари (13 февруари стар стил) 1859 г. в Русчук в семейството на Иван и Стоянка Кутинчеви. Той е първороден син на семейството, като има трима братя и една сестра. Най-големият му брат Марин е учител и чиновник в българския флот, по-малкия Кръстьо завършва в Гент, Белгия и става инженер, а най-малкия Петър достига до чин полковник от българската армия.
Завършва Русенското основно училище, след което продължава образованието си в класното училище. При завършването си през 1876 година, председател на комисията е митрополит Григорий Доростолски и Червенски. След успешно положения изпит, Григорий предлага на Кутинчев да стане учител в основното училище в Гирдапската махала. Така на 1 август 1876 година на 17-годишния Васил Кутинчев са му поверени 4 отделения с около 100 деца.

### Ранна военна кариера
След Освобождението, се започва с формирането на българската войска. За тази цел през лятото на 1878 година са дадени нареждания на общината да се съставят наборни списъци с всички младежи подлежащи да отбият военната си служба. Задачата да напише тези списъци за Гирдапската махала се пада на даскал Васил. За да се ускори създаването на българската армия, през август 1878 година приемат два набора, като Васил Кутинчев попада в първия набор и той служи в казармата на Русенската дружина.
Същата година, покривайки минималните изисквания и полагайки успешно приемният изпит, на 9 ноември Васил Кутинчев напуска Русенската дружина и постъпва във Военното училище в София. Тъй като се явява в самото начало на учебната година, постъпва направо като юнкер от старшия клас. Поради голяма нужда от офицери за младата българска армия, курсът във Военното училище е ускорен и след завършването си юнкерите трябва да бъдат произведени в първия офицерски чин по онова време – прапорщик. На 10 май 1879 година възпитаниците от първия випуск са произведени и разпратени по войсковите части.
След производството му в чин прапорщик, Кутинчев е изпратен в 24-та пехотна Силистренска дружина, където служи като младши офицер. Само няколко месеца след това, на 1 ноември е произведен в чин подпоручик. След едногодишна служба, подпоручик Кутинчев е прикомандирован, а след това на 18 октомври 1880 година преведен в 12-а пехотна Раховска дружина. На 30 август 1882 година е произведен в чин поручик.
Усвоил руският език във Военното училище и служещ наравно с руски офицери, Кутинчев усъвършенства знанията си с руска военна литература. Така през 1882 година се залавя да преведе на български всички руски устави и да ги отпечата на свои разноски. Молбата, да му се помогне при отпечатването не е удовлетворена от руското началство.
Същата година руското командване решава да изпрати на стаж в руските полкове около 30 – 40 български офицери от първия випуск. Поручик Кутинчев е сред избраните, но подава рапорт в който моли да бъде оставен на служба в България. През 1883 година командването решава да направи опит с назначаването на трима български офицери отново от първия випуск на по-отговорни постове отколкото предполага военното им положение. Така Кутинчев е назначен за командир на рота от 23-та пехотна Русенска дружина.
През 1884 година се взема решение войската да премине от дружинна в полкова структура. Съгласно плана от 24-та пехотни дружини се формират 8 полка. Русенската дружина, в която поручик Кутинчев е ротен командир става част от Пети пехотен дунавски полк.
Заедно с обявяването на Съединението се обявява обща мобилизация на войските от Северна България. Съгласно мобилизационния план полковете трябва да се развърнат в 4 дружинен състав. Тъй като руските офицери получават заповед да се върнат в Русия се налага много висши длъжности да се заемат от млади български офицери. Заедно с мобилизацията, на 30 август поручик Кутинчев е произведен в чин капитан, а на 13 септември 1885 г., като най-старши измежду ротните командири е назначен за командир на 1-ва дружина от 5-и пехотен дунавски полк. По-късно 5-и пехотен полк получава заповед да се съсредоточи по южната граница с квартира в Ямбол, в очакване на военни действия с Турция, а малко преди обявяването на войната получава заповед да се отправи към София, като първа заминава дружината на капитан Кутинчев.

#### Сръбско-българска война, 1885
При избухването на Сръбско-българската война (1885) на 2 ноември дружината на капитан Кутинчев се отправя от София към Сливница, от където заедно с 2-ра дружина на 3 ноември се оправят към Сливнишката позиция, като на 5 ноември дружината е разположена на десния фланг на позицията. Същия ден започва Сливнишкото отбранително сражение (5 – 7 ноември), в началото на което е ранен командващият на полка капитан Андрей Блъсков, като командването е поето от капитан Кутинчев, който командва същевременно и собствената си дружина. Проявява се при атаката на Синята чука на 6 ноември и в боя на 7 ноември.
След края на сражението, на 8 ноември той е назначен за титулярен командир на полка. На 10 ноември 1-ва и 4-та дружина под общото командване на Кутинчев влизат в състава на авангардния отряд на майор Петко Стефанов Стоянов, който овладява Драгоман (10 ноември) и Цариброд (11 – 12 ноември). Участва в превземането на Пирот (14 – 15 ноември).
След войната е награден с Военен орден „За храброст“ – IV степен и получава едногодишно старшинство в чин капитан.
След сключването на примирието българската войска се демобилизира и се завръща по мирновременните си гарнизони. 5-и полк още на 15 декември се завръща от Пирот в София, където остава до началото 1886 г., когато на 7 март в полка се завръща титулярният командир капитан Андрей Блъсков и капитан Кутинчев отново поема командването на 1-ва дружина от полка. На 10 март полкът напуска София и след дълъг поход се завръща в Русе на 26 март.
През януари 1887 година с приказ на регентите на държавата капитан Кутинчев е назначен за командир на 10-и пехотен Родопски полк и на 2 февруари той поема командването на полка. На 1 април същата година е произведен в чин майор, а през следващата година е назначен за командир на 1-ви пехотен Софийски полк. Отново през 1888 година е назначен за член на специалната комисия за превъоръжаване на войската със скорострелни пушки. В резултат на проучванията на тази комисия, българската войска се въоръжава с пушката Манлихер – станала символ на българската войска и останала на въоръжение по времето на всички войни за национално обединение. Същата година участва в преработването на дисциплинарния устав.

### Военно-съдебна кариера
Майор Кутинчев има и военно-съдебна кариера. През 1888 година е назначен за председател на временния военен съд в Стара Загора. По-късно е член на временния Софийски военен съд, а после и председател на Софийския полеви военен съд. През 1890 година е председател на военно следствената комисия по делото на майор Коста Паница и други, обвинени в заговор против държавата. Същата година е назначен за временен заместник на началника на военно-съдебния отдел към Министерството на войната.
През 1889 г. той е назначен за член на комисията за изработване на правилник за военните екскурзии, а през 1890 година е член на комисията за изпитите на кандидате за щаб-офицерски чин и член в комисията за преработка на строевия пехотен правилник и наставлението за стрелба с пушка Манлихер. През следващата година е председател на комисията за приемане на новата партида то пушки Манлихер, доставени от оръжейната фабрика Щаер. На 2 август същата година е произведен в чин подполковник.

#### Щабна служба
На 1 януари 1893 г. подполковник Кутинчев е назначен за помощник на командира на 1-ва пехотна софийска дивизия, с което той приключва със строевата преминава към щабна служба. Тази длъжност Кутинчев изпълнява в щаба на дивизията в София, като я заема почти две години. През есента на 1894 година е преведен в Сливен, на същата служба в щаба на 3-та пехотна балканска дивизия. Там служи две и половина години, като на 2 август 1895 година е произведен в чин полковник.
На 20 януари 1899 година е назначен за командир на 1-ва бригада от 5-а пехотна дунавска дивизия, а по-късно е приведен в София като командир на 1-ва бригада от 1-ва пехотна софийска дивизия.

#### На границата
След избухването на Илинденско-Преображенското въстание (1903) отношенията между България и Османската империя се изострят. За предотвратяване на „изненадите“ по границата са мобилизирани 13-и пехотен рилски полк, два пехотни резервни полка, към които са придадени няколко батареи и целият 2-ри конен полк. С този отряд за засилени граничните войски в участъка Деве баир – Демир Капия, а за командир на тези войскови части е назначен полковник Васил Кутинчев.
Основната цел на тези войски официално е да се запази спокойствието на границата, но в действителност задачите са да запазят страната от възможно нашествие на турските редовни и нередовни войски. Командването се установява на щаб в Дупница, а полковник Кутинчев лично обикаля цялата линия и взема необходимите мерки за осигуряване за границата. На границата Кутинчев прослужва четири месеца.

#### Началник на дивизия и армия
На 31 декември 1903 година полковник Кутинчев е назначен за началник на 6-а пехотна бдинска дивизия, която е на гарнизон във Враца, а на 1 януари 1904 година е произведен в чин генерал-майор. На 20 май 1905 година е преведен отново в София и назначен за началник на 1-ва пехотна софийска дивизия. На този пост служи почти 3 години и когато през 1908 година почива генерал-майор Никола Петров, на 15 април Кутинчев заема неговото място като началник на 1-ва военно-инспекционна област.

### Военно-съдебна и военно-административна дейност
По време на дългогодишната си строева служба, Кутинчев е ангажиран в редица странични дейности, основно свързани с военно-съдебната система. Въпреки че няма юридическо образование, той е назначаван за член на главния военен касационен съд. През 1902 година, когато се гледа делото на полковник Панайот Дворянов e председател на временния военен съд, а по-късно е член на временния военен съд по делото на полковник Георги Мечконев. От 1909 до 1912 година, когато започва мобилизацията, генерал Кутинчев е заместник-председател на главния военно касационен съд, назначен лично от министъра на войната, който по принцип заема този пост.
Кутинчев е извършва и военно-административна дейност. Така например през 1897 година е назначен за председател на комисията за изработване на новия закон за военната тегоба и инструкция за водене на книговодството във войсковите управление. Характерно за този период е, че военната тегоба на способните за тази служба се носи лично без изключения, а неспособните за военна служба плащат данък на базата на семейното и лично материално положение на уволнения. През 1902 година полковник Кутинчев е член на комисията за изработване на новите правилници за вътрешната служба и за стрелбата, а през 1905 година, вече с чин генерал-майор е назначен за председател на комисията за изработване на новото положение и щатовете за имуществото във войсковите части за военно време и таблици за товарене на обозите.
През следващата 1906 година е председател на комисията за изработването на „положението за казармените забавления на войниците и избор на пиеси за войнишките театри“. Това е първият опит за създаване на войнишки театри, които придобиват популярност по време на Първата световна война. През 1907 година се занимава с обновяването на остарелия вече правилник за гарнизонната служба и обучението на младите войници, а по-късно се занимава и с преработването на положението за формата на облеклото на всички военни чинове и формата за тяхното стъкмяване. Основната му дейност по последното е свързано с увеличаването на войнишкия товар след Руско-японската война и изводите направени от нея.
На 2 август 1912 година по случай 25-годишнината от идването си в България, цар Фердинанд произвежда 6 души генерал-майори в чин генерал-лейтенант и Кутинчев е един от тях. Това е първият случай в историята на Третото българско царство, когато званието генерал-лейтенат е дадено на действащи офицери. Дотогава то е давано само на офицери от запаса.

#### Балкански войни (1912 – 1913)
В началото на Балканската война (1912 – 1913), като като началник на 1-ва военно-инспекционна област, генерал Кутинчев поема командването на Първа българска армия. Втора армия е поверена на генерал Никола Иванов, а трета на генерал Радко Димитриев. При започване на съсредоточаването на войските, щабът на Първа армия се установява в Ямбол. Съгласно плана войските са съсредоточени по двата бряга на река Тунджа, в района на Елхово, който е в непосредствена близост до границата с Османската империя.
Генерал Кутинчев разполага 3-та дивизия на десния фланг към Одрин, в средата новосъздадената 10-а дивизия и на левия фланг 1-ва дивизия към Лозенград. Първа дивизия получава и допълнителната задача да прикрива настъпващата зад нея Трета армия на генерал Димитриев.
На 22 септември* войната е обявена, Първа армия започва настъпление и още същия ден Кутинчев премества щаба на армията в по-голяма близост до границата – в Елхово. След настъплението на юг Кутинчев получава заповед да освободи пътя Кайбиляре-Татарлар с цел да излезе на предна линия Трета армия. В резултат на 26 октомври* 1-ва дивизия се премества на изток, на същия ден Абдулах паша заповядва на армията си да настъпи на север без да подозира за съществуването на скритата Трета армия. Провежда се успешната за българската армия Лозенградска операция (22 – 24* октомври) и османската армия се оттегля зад Чаталджанските естествени укрепления.
На 13 ноември* със заповед на главнокомандващия, временното командване на Първа и Трета армия се възлага на генерал Димитриев, а няколко дни по-късно се провежда неуспешната за българската армия Чаталджанска операция (17 – 18* ноември). Недоволен от командването на Димитриев, началник-щаба на Действащата армия генерал Фичев настоява командването на двете армии да се поеме от генерал Кутинчев. В своя труд „Трета армия в Балканската война“ генерал Димитриев, обяснява, че обвиненията, че е „натикал Първа армия в блатата на река Кара-су при атаката на Чаталджа“ не почивали на истината. Всъщност тази длъжност се свежда само до известни командни функции, тъй като командването на Съединените армии няма отделен щаб и все още командва своята армия. Тя е просто една предварителна инстанция за директивите на главното командване.
Действията след Чаталджанското примирие при отблъскването и сломяването на турското нападение показват, че изборът на Кутинчев е сполучлив. Трите големи победи при Одрин, Булаир и Чаталджа разрушават и последните турски надежди за благоприятен завършек на войната. Дейността на Кутинчев през войната е високо оценена и той е сред 8-те български генерала наградени с Военен орден „За храброст“ II степен (10 март 1913 година). Кутинчев командва Съединените армии до самия край на Балканската война.
В началото на Междусъюзническата война (1913) българските войски са прехвърлени на западната граница, като на командваната генерал Кутинчев 1-ва армия е поверен северният театър на военните действия. В периода 5 – 11 юли* 1-ва армия завладява проходите Св. Никола и Кадъ боаз, навлиза в Сърбия, овладява линията от Тимошкия край до Княжевац и почти цялата долина на р. Тимок от масива Дренова глава – Модра стена до с. Враждалица. След появата на румънската армия на десния бряг на Дунав в тила на 1-ва армия, тя е изтеглена на българска територия, а по-късно частите и са разхвърляни по другите фронтове и тя фактически престава да съществува, а генерал Кутинчев е оставен на разположение на главното командване в Главната квартира. На 16 юли генерал Кутинчев е назначен за началник на 2-ра армия, която по това време наброява едва около 5000 души.
След демобилизацията генерал Кутинчев е назначен отново на мирновременната си длъжност – началник на 1-ва военно-инспекционна област. За заслугите си във войната е награден с Княжеский орден „Св. Александър“ – I степен с мечове.

#### Първа световна война, 1915 – 1918
В началото на Първата световна война (1915 – 1918) генерал Кутинчев получава предложение да заеме поста военен министър, но той го отклонява, като пред цар Фердинанд посочва, че причината е, че не споделя направения избор за главнокомандващ на Българската армия в лицето на генерал Никола Жеков. По-късно е назначен за генерал за поръчки при щаба на Действащата войска и респективно – инспектор по бойната готовност. На 27 ноември 1915 година от завладените земи се образува Моравската военно-инспекционна област и за неин началник (генерал-губернатор) е назначен Васил Кутинчев, като в същото време е освободен от длъжността генерал за поръчки. Кутинчев остава на тази длъжност до 6 май 1917 година, когато преминава в запаса.
На 22 октомври 1918 година генерал Кутинчев е приет отново на военна служба и назначен за генерал за поръчки при военния министър, а на следващия ден е произведен в чин генерал от пехотата. На 24 декември 1918 година, след 40-годишна служба, Васил Кутинчев преминава в запаса, този път за последно. На 6 август 1920 г. е зачислен в Опълчението. На 6 май 1936 година е награден с Великия кръст на царския орден „Св. Александър“.
Генерал от пехотата Васил Кутинчев умира на 30 март 1941 в град София.

## Семейство
През 1902 година Кутинчев встъпва в граждански брак с търновчанката Анастасия Витанова. Това е вторият брак на полковника, след несполучливия първи, от който няма деца. Малко по-късно се ражда и първият му син Иван, а по-късно се сдобива с още двама сина и дъщеря. Иван работи като чиновник, вторият му син Михаил става медицински лекар, а най-малкият Стефан поема по пътя на баща си.

## Памет
На генерал Васил Кутинчев е наречена улица в квартал „Люлин“ в София (Карта).

## Военни звания
- Прапоршчик (10 май 1879)
- Подпоручик (1 ноември 1879, преименуван)
- Поручик (30 август 1882)
- Капитан (30 август 1885)
- Майор (1 април 1887)
- Подполковник (2 август 1891)
- Полковник (2 август 1895)
- Генерал-майор (1 януари 1904)
- Генерал-лейтенант (2 август 1912)
- Генерал от пехотата (23 октомври 1918)

## Награди
- Военен орден „За храброст“ – II и IV степен, 2-ри клас
- Царски орден „Св. Александър“ – Велик кръст без мечове, I степен с мечове и V степен с мечове
- Народен орден „За военна заслуга“ II степен
- Орден „Стара планина“ I степен с мечове, посмъртно[33]